# Icanotiidae
Icanotiidae zijn een uitgestorven familie van tweekleppigen uit de orde Cardiida.